# Іспухани (Красночетайський район)
Іспуха́ни (рос. Испуханы, чув. Тралькасси) — присілок у Чувашії Російської Федерації, центр Іспуханського сільського поселення Красночетайського району.
Населення — 195 осіб (2010; 248 в 2002, 369 в 1979, 474 в 1939, 514 в 1927, 378 в 1897, 270 в 1859, 69 в 1795).
Національний склад (2002):
- чуваші — 97 %

## Історія
Історичні назви — Тронькаси, Мунсюккаси. До 1797 року селяни мали статус палацових, до 1863 року — удільних, займались землеробством, тваринництвом. На початку 20 століття діяли вітряк та 3 водяних млини. 1913 року відкрито земську школу. 1930 року створено колгосп «Трудовик». До 1918 року присілок входив до складу Тактамиського удільного приказу та Курмиської волості, до 1920 року — до складу Торханівської волості Курмиського повіту, до 1925 року — до складу Торханівської волості, а до 1927 року — Красночетаївської волості Ядринського повіту. З переходом на райони 1927 року — спочатку у складі Красночетайського, у період 1962–1965 років — у складі Шумерлинського, після чого знову переданий до складу Красночетайського району.

## Господарство
У присілку діють школа-дитячий садок, фельдшерсько-акушерський пункт, будинок культури, стадіон, магазин.